# Lake Worth Beach
Lake Worth Beach (do 2019 Lake Worth) – miasto w Stanach Zjednoczonych, w stanie Floryda, w hrabstwie Palm Beach, położone nad Oceanem Atlantyckim, w obszarze metropolitalnym Miami.

## Demografia
W 2010 roku liczyło 34 910 mieszkańców. W roku 2023 liczba mieszkańców wzrosła do 43 346 osób, a gęstość zaludnienia przekroczyła 2595 osób/km².